# The Talk of the Town
The Talk of the Town, in Nederland bekend onder de titel Het gesprek van de stad, is een film uit 1942 onder regie van George Stevens. De film is gebaseerd op een verhaal van Sidney Harmon en op een toneelstuk dat in 1905 werd gespeeld in het Lyric Theatre in Londen. Het toneelstuk werd ook gespeeld op Broadway in 1907.
Het was de bedoeling dat Claire Trevor de vrouwelijke hoofdrol zou krijgen in de film. Waarom Jean Arthur uiteindelijk de rol kreeg, is niet bekend.

## Verhaal
Leopold Dilg is een activist in de politiek. Wanneer hij er van beschuldigd wordt een huis in brand gestoken te hebben waarbij een man overleden blijkt, duurt het ook niet lang voordat hij schuldig verklaard wordt. Hij ontsnapt en schuilt in het huis van zijn ex-vriendin Nora Shelley. Zij heeft echter zojuist het huis verhuurd aan de geprezen rechtenprofessor Lightcap.
In een poging dit geheim te houden, besluit Nora er te werken als assistente om een oogje in het zeil te houden. Als het haar niet lukt van Dilg af te komen en hij door de professor wordt betrapt, stelt ze hem voor als de tuinman. Lightcap houdt van zijn gezelschap en begint dagelijks discussies over rechten. Lightcap ziet alles op een academische wijze, terwijl Dilg meer een praktische aanpak neemt. Ze worden uiteindelijk goede vrienden.
Wanneer Dilg wordt ontmaskerd, wordt hij naar de rechtbank gestuurd. Ondertussen vertrouwt Lightcap het zaakje niet en krijgt een relatie met de vriendin van het zogenaamde moordslachtoffer, enkel om te ontdekken dat deze nog leeft. Dilg wordt al snel vrijgelaten.

## Rolverdeling
| Acteur         | Personage                  |
| -------------- | -------------------------- |
| Cary Grant     | Leopold Dilg               |
| Jean Arthur    | Nora Shelley               |
| Ronald Colman  | Professor Michael Lightcap |
| Edgar Buchanan | Sam Yates                  |
| Glenda Farrell | Regina Bush                |
| Charles Dingle | Andrew Holmes              |
| Emma Dunn      | Mevrouw Shelley            |
| Rex Ingram     | Tilney                     |
| Leonid Kinskey | Jan Pulaski                |
| Tom Tyler      | Clyde Bracken              |
| Don Beddoe     | Politiechef                |

## Oscars
De film werd genomineerd voor zeven Oscars, maar won er geen:
- Oscar voor Beste film
- Oscar voor Beste camerawerk
- Oscar voor Beste montage
- Oscar voor Beste oorspronkelijke muziek
- Oscar voor Beste aangepaste scenario
- Oscar voor Beste oorspronkelijke scenario
- Oscar voor Beste decors